# تومي فليتشر
تومي فليتشر (بالإنجليزية: Tommy Fletcher)‏ (22 يناير 1995 في المملكة المتحدة - ) هو لاعب كرة قدم بريطاني في مركز الدفاع. لعب مع ويكمب وندررز وبيشوب ستورتفورد وتشيشام يونايتد ‏ ونادي تشيشونت.

## وصلات خارجية
- تومي فليتشر على موقع قاعدة بيانات كرة القدم.إي يو (الإنجليزية)
- تومي فليتشر على موقع Soccerbase.com (لاعب) (الإنجليزية)